# Physena sessiliflora
Physena sessiliflora är en tvåhjärtbladig växtart som beskrevs av Louis René Tulasne. Physena sessiliflora ingår i släktet Physena och familjen Physenaceae. Inga underarter finns listade i Catalogue of Life.